# 드포레스트 켈리
드포러스트 켈리(DeForest Kelley, 1920년 1월 20일 ~ 1999년 6월 11일)는 미국의 배우이다. 《스타 트렉》 시리즈에서 레너드 매코이 역으로 잘 알려져 있다.

## 출연 작품
- 스타 트랙 6 - 미지의 세계 (1991)
- 스타 트랙 5 - 최후의 결전 (1989)
- 스타 트렉 - 넥스트 제너레이션 (1987)
- 스타 트랙 4 - 귀환의 항로 (1986)
- 스타 트랙 3 - 스포크를 찾아서 (1984)
- 스타 트랙 2 - 칸의 분노 (1982)
- 스타 트랙 (1979)
- 스타 트렉 (1973)
- 나이트 오브 레퍼스 (1972)
- 스타 트렉 : 디 오리지널 시리즈 시즌1 (1966)
- 위기의 남자 (1965)
- 웨어 러브 해스 곤 (1964)
- 보난자 (1959)
- 워락 (1959)
- 애정이 꽃피는 나무 (1957)
- OK 목장의 결투 (1957)
- 회색 양복을 입은 사나이 (1956)
- 대나무집 (1955)
- 맨 (1950)
- 론 레인저 - 49년 시리즈 (1949)
- 버라이어티 걸 (1947)